# Desmone di Corinto
Desmone di Corinto (in greco antico: Δέσμων ὁ Κορίνθιος?, Désmōn ho Korínthios; Corinto, ... – Tebe, dopo il 724 a.C.) è stato un atleta greco antico.

## Biografia
Desmone, di cui abbiamo notizia solo da Eusebio di Cesarea, vinse la gara dello stadio dei XIV Giochi Olimpici Antichi nel 724 a.C.
Queste furono le prime Olimpiadi che videro anche una doppia corsa, ovvero una corsa con una distanza di 2 stadi chiamata diaulo (δίαυλος); questa doppia corsa fu vinta da Ipene di Elide.